# 李零
李零（1948年6月—），斋号待兔轩，山西武乡人，生于河北邢台。中国考古学家、先秦历史学家。

## 简历
中学毕业后，曾在山西和内蒙插队7年。1975年底回到北京。1977年入中国社会科学院考古研究所参加金文资料的整理和研究。1979年入中国社会科学院研究生院考古系，师從张政烺作殷周铜器研究。1982年毕业于中国社会科学院研究生院考古系，获历史学硕士学位。1982-1983年在中国社会科学院考古研究所沣系西队从事考古发掘。1983-1985年在中国社会科学院农业经济研究所从事先秦土地制度史的研究。1985年任北京大学中文系教授，主要从事先秦考古与古汉语研究。主要有《孙子古本研究》和《李零自选集》等许多著作。2016年当选美国文理科学院院士，他成为1949年以后，来自于中国大陆文科领域的首位美国文理科学院院士。